# Abdulaziz Al-Buloushi
Abdulaziz Al-Buloushi (4 dicembre 1962) è un ex calciatore kuwaitiano, di ruolo attaccante.